# Borowa Góra (Basses-Carpates)
Pour les articles homonymes, voir Borowa Góra.
Borowa Góra est une localité polonaise de la gmina et du powiat de Lubaczów en voïvodie des Basses-Carpates.